# Receptor spřažený s G proteinem

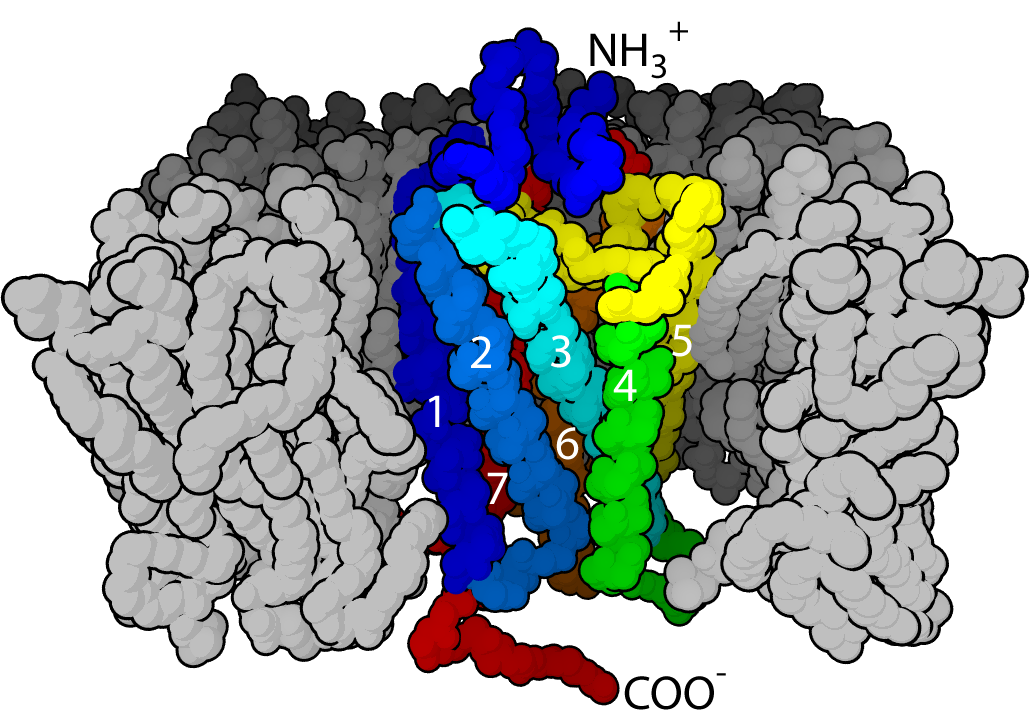
Receptor spřažený s G proteinem; zde s očíslovanými transmembránovými helixy (1-7) v membráně (šedivě jsou vyznačeny fosfolipidy membrány)

Receptor spřažený s G proteinem (GPCR – G protein-coupled receptor) je označení pro skupinu receptorů přítomných na cytoplazmatické membráně buněk. Skládají se ze sedmi transmembránových alfa-helixových domén a přiléhajících smyček, které na vnitrobuněčné straně membrány asociují s G-proteinem.

## Evoluce

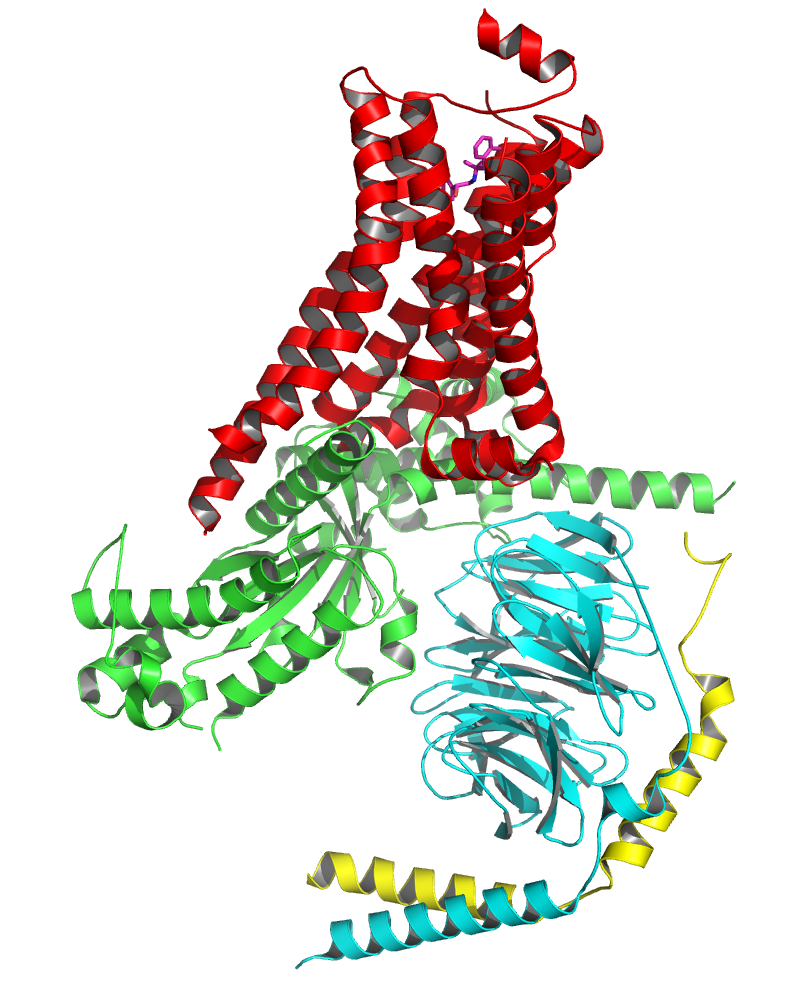
Krystalická struktura beta-adrenoreceptoru

GPCR je prastará skupina receptorů prokázaná u většiny eukaryotických organismů, od jednoduchých prvoků z říše Excavata po rostliny a živočichy včetně člověka. K největšímu rozmachu GPCR však došlo u živočichů s nástupem mnohobuněčnosti. U člověka se jedná o neobyčejně rozsáhlou skupinu proteinů – v lidském genomu je asi 750–800 genů pro receptory spřažené s G-proteinem. Jen část z nich je ovšem funkční a mnohé z nich navíc neslouží jako příjemci signálů zevnitř těla, ale pracují jako chemoreceptory, např. pro vnímání čichu v nose (v lidském genomu je až 350 olfaktorických receptorů). V myším genomu je čichových receptorů až 1296 (z toho asi 20 % je nefunkčních, pseudogenových), člověk (či jeho předchůdci) tedy více než 2/3 čichových receptorů v evoluci ztratil.

## Struktura
Všechny receptory spřažené s G proteinem jsou integrální membránové proteiny, které obsahují 7 transmembránových domén H1–H7, přičemž C-konec je na cytosolické straně a N-konec je mimo buňku. Mezi transmembránovými doménami se nachází různě dlouhé smyčky, označované písmeny C na cytosolické straně a E na straně mimobuněčné. Důležitou roli často zastává smyčka C3, která je delší než ostatní a umožňuje vazbu na G-proteiny.
Na membráně téměř všechny GPCR vytváří komplexy zahrnující dvě či více molekul, tedy dimery a oligomery. V extrémních případech však mohou vznikat agregáty o až 500 receptorech. Jsou pozorovány jak homooligomery, tedy komplexy několika identických GPCR, tak heterooligomery, tedy proteinové komplexy zahrnující několik různých GPCR. Obojí má funkční důsledky pro signalizaci.

## Přenos signálu

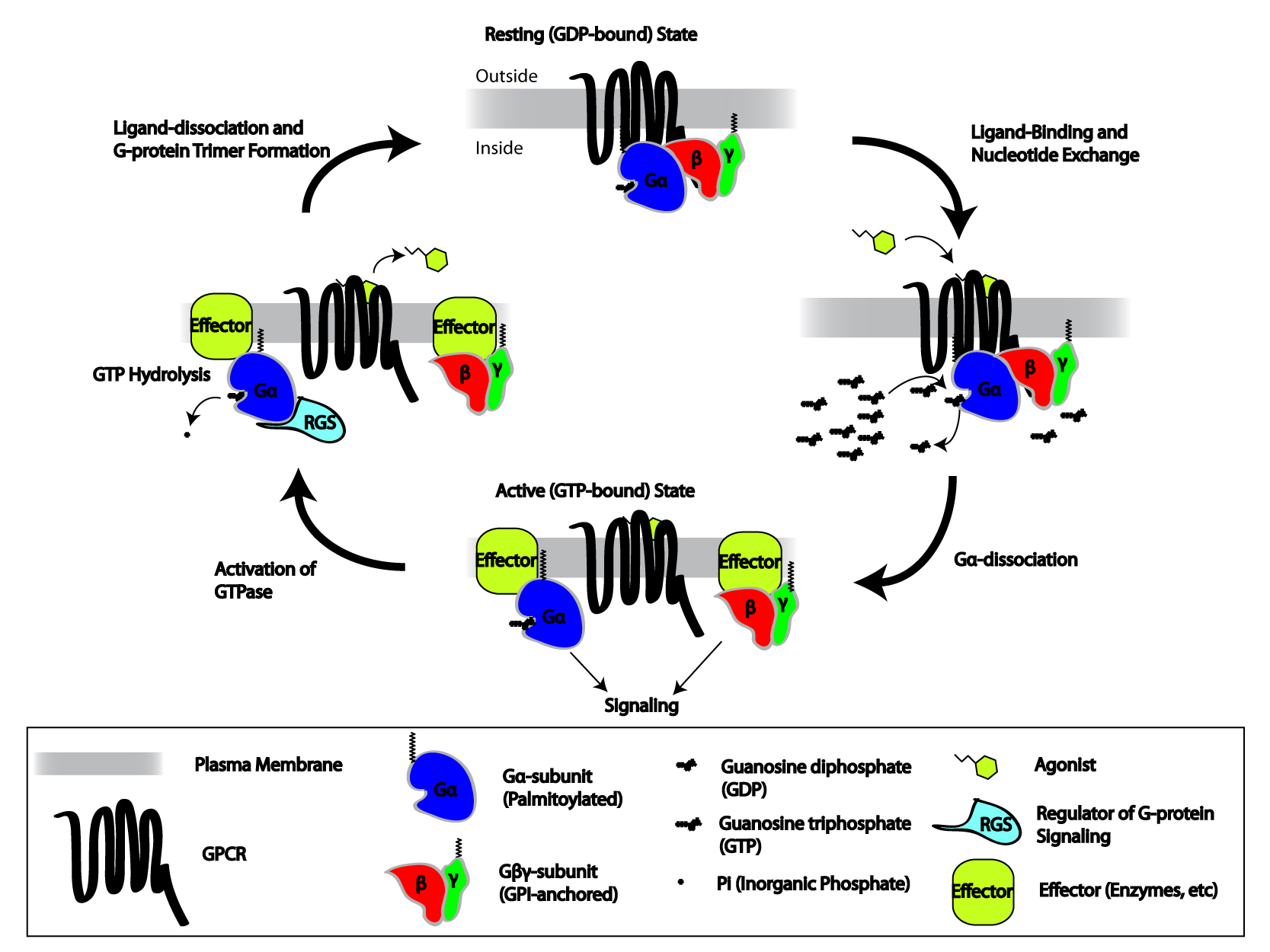
G proteiny v akci

Přenos signálu pomocí GPCR receptorů je jedním z nejrozšířenějších příkladů signální transdukce, tedy přenosu signálu z vnější strany buňky směrem dovnitř. Z vnější strany se na tento typ receptorů váže tzv. ligand, což je v typickém případě hormon, odorant, růstový faktor či neurotransmiter. Po navázání těchto látek na vnější stranu membrány je aktivován na druhé straně membrány G protein, ten se odloučí od receptoru, putuje cytosolem a aktivuje zpravidla jiný enzym (např. adenylátcyklázu).
GPCR receptory se účastní celé řady procesů, bez nichž by se tělo neobešlo. Umožňují regulaci různých pochodů pomocí hormonů, vnímání pachů (čich), ovlivňují buněčný růst a přenos nervových impulsů. Speciálním případem je Wnt signalizace přes GPCR receptor typu Frizzled.